# Yayoi (destroyer, 1925)
Pour les autres navires du même nom, voir Yayoi (destroyer).
Le Yayoi (弥生) est un destroyer de la classe Mutsuki construit pour la Marine impériale japonaise pendant les années 1920.

## Historique
Dans les années 1930, le Yayoi navigue au large de la Chine, participant à des opérations lors de la seconde guerre sino-japonaise et plus tard pendant l'invasion japonaise de l'Indochine en 1940.
Au moment de l'attaque de Pearl Harbor le 7 décembre 1941, le Yayoi rejoint la 30e division du 6e escadron de destroyers (4e flotte). Il quitte Kwajalein le 8 décembre avec la force d'invasion de Wake transportant une garnison des « forces navales spéciales de débarquement » (FNSD). Tôt le matin du 11 décembre, la garnison américaine repoussa les premières tentatives de débarquement des FNSD, soutenues par les croiseurs légers Yūbari, Tenryū et Tatsuta, les destroyers Yayoi, Hayate, Kisaragi, Mutsuki, Oite et Asanagi, deux anciens navires de la classe Momi convertis en patrouilleur (patrouilleur no 32 et no 33), et deux transports de troupes contenant 450 soldats des FNSD. Après avoir subi de lourdes pertes, les forces japonaises se replièrent avant le débuts des opérations. Le Yayoi fut touché par un obus de 5 pouces, tuant un homme d'équipage et en blessant 17 autres. Ce fut le premier revers japonais de la guerre et la seule tentative de débarquement qui échoua lors de la Seconde Guerre mondiale.
Après l'ajout d'une mitrailleuse de 13,2 mm en affût double sur le côté avant de la passerelle, le navire escorte un convoi de Kwajalein à la base navale de Truk en janvier 1942 puis un convoi de troupes de Truk à Guam le même mois, avant de rejoindre la force d'invasion des îles Salomon, couvrant les débarquements des forces japonaises pendant l'opération R (invasions de Rabaul, Nouvelle-Irlande et Nouvelle-Bretagne) et pendant l'opération SR (invasions de Lae et Salamaua en Nouvelle-Guinée) en janvier-mars. Du 28 mars au 1er avril, il prend part au début de l'occupation des îles Shortland et de Bougainville, dans les Salomon. Le même mois, il soutient l'occupation des îles de l'Amirauté.
Pendant la bataille de la mer de Corail du 7 au 8 mai 1942, le Yayoi est affecté à la force d'invasion de l'opération Mo pour Port Moresby. Après l'annulation de la mission, il retourne au Japon pour un réaménagement à l'arsenal naval de Sasebo.

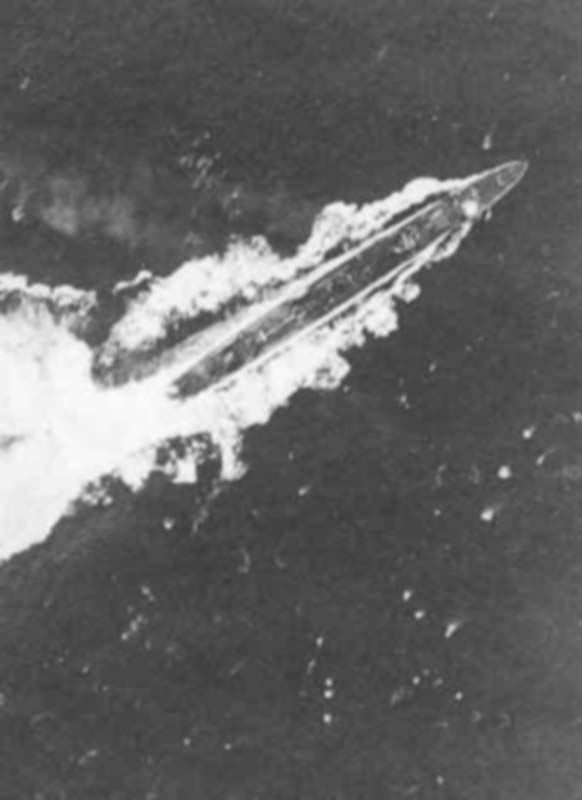
Le Yayoi sous attaque ennemie au large de la Nouvelle-Guinée, le 11 septembre 1942.

Après les réparations achevées à la mi-juillet, le Yayoi est réaffecté dans la 8e flotte, participant au bombardement de Henderson Field le 24 août 1942. Lors de la bataille des Salomon orientales le 25 août 1942, le Yayoi secourt des survivants de son navire jumeau Mutsuki, coulé dans une attaque de bombardiers B-17 de l'US Air Force.
À la fin du mois d'août, le Yayoi effectue un certain nombre de « Tokyo Express » à destination de Milne, en Nouvelle-Guinée. À partir de début septembre, il participe à l'opération Ke, l'évacuation des forces japonaises de Guadalcanal. Le 11 septembre 1942, après avoir quitté Rabaul pour une mission d'évacuation sur l'île de Goodenough, le Yayoi est attaqué par les bombardiers B-17 Flying Fortress et B-25 Mitchell, à 13 km au nord-ouest de l'île de Vakuta, à la position 8° 45′ S, 151° 25′ E. L'attaque tue notamment le commandant de la 30e division de destroyers, le capitaine Shiro Yasutake. Face à l'eau s'engouffrant de manière incontrôlable, le capitaine du Yayoi, le capitaine de corvette Shizuka Kajimoto, lance l'ordre d'abandon du navire. Les destroyers Mochizuki et Isokaze secourent ensuite 83 survivants.
Le Yayoi est rayé des listes de la marine le 20 octobre 1942.